# Azim Premji
Azim Hashim Premji (Mumbai, 24 luglio 1945) è un imprenditore indiano, fondatore e presidente della Wipro. È informalmente conosciuto come lo zar dell'industria IT indiana  ed è stato responsabile della guida di Wipro per quattro decenni diversificando l'attività dai saponi al software.
Secondo Forbes, nel 2021 è tra gli uomini più ricchi dell'India e il 288º al mondo con un patrimonio stimato in 11,1 miliardi di dollari.

## Biografia
Azim è figlio di un imprenditore indiano del settore alimentare. Studiò alla Stanford University e qui conseguì la laurea di primo livello; nel 1966 il padre perse improvvisamente la vita, ed Azim, lasciata Stanford, si ritrovò a guidare l'azienda di famiglia all'età di 21 anni. Il business del padre era un'azienda attiva nel settore della idrogenazione di alcuni cibi e nella produzione di oli vegetali; sarà Azim Premji ad espandere in seguito le attività dell'azienda nel settore delle tecnologie e del R&S.

## Vita privata
È sposato con Yasmeen Premji e ha 2 figli.